# Englische Cricket-Nationalmannschaft in Pakistan in der Saison 2022/23
Die Tour der englischen Cricket-Nationalmannschaft nach Pakistan in der Saison 2022/23 fand vom 20. September bis zum 20. Dezember 2022 statt. Die internationale Cricket-Tour war Bestandteil der Internationalen Cricket-Saison 2022/23 und umfasste drei Tests und sieben Twenty20s. Die Tests waren Bestandteil der ICC World Test Championship 2021–2023. England gewann die Twenty20-Serie 4–3 und die Test-Serie 3–0.

## Vorgeschichte
Für beide Mannschaften war es die erste Tour der Saison. Das letzte Aufeinandertreffen der beiden Mannschaften bei einer Tour fand in der Saison 2021 in England statt. Ursprünglich sollte England im Oktober 2021, erstmals seit der Saison 2005/06, eine Tour mit zwei Twenty20s in Pakistan absolvieren, was jedoch aus Sicherheitsgründen abgesagt wurde. Nach Verhandlungen wurden diese Spiele an die fünf Twenty20s der Tour ein Jahr später angehängt. Die Twenty20 werden als Vorbereitung der beiden Mannschaften für den ICC Men’s T20 World Cup 2022 ausgetragen.

## Stadien
Die folgenden Stadien wurden für die Tour als Austragungsort vorgesehen.
| Stadion                    | Stadt      | Kapazität | Spiele               |
| -------------------------- | ---------- | --------- | -------------------- |
| National Stadium           | Karachi    | 34.228    | 3. Test; 1. – 4. T20 |
| Gaddafi Stadium            | Lahore     | 60.000    | 5. – 7. T20          |
| Multan Cricket Stadium     | Multan     | 30.000    | 2. Test              |
| Rawalpindi Cricket Stadium | Rawalpindi | 25.000    | 1. Test              |

## Kaderlisten
England benannte seinen Twenty20-Kader am 2. September und seinen Test-Kader am 29. November 2022. Pakistan benannte seinen Twenty20-Kader am 15. September und seinen Test-Kader am 21. November 2022.
| Test | Test | Twenty20 | Twenty20 |
| Pakistan | England | Pakistan | England |
| --- | --- | --- | --- |
| - Babar Azam (K) - Mohammad Rizwan (VK, wk) - Abdullah Shafique - Abrar Ahmed - Azhar Ali - Faheem Ashraf - Haris Rauf - Imam-ul-Haq - Mohammad Ali - Mohammad Nawaz - Mohammad Wasim - Naseem Shah - Nauman Ali - Salman Ali Agha - Sarfaraz Ahmed (wk) - Saud Shakeel - Shan Masood - Zahid Mahmood | - Ben Stokes (K) - Rehan Ahmed - James Anderson - Harry Brook - Zak Crawley - Ben Duckett - Ben Foakes (wk) - Will Jacks - Keaton Jennings - Jack Leach - Liam Livingstone - Jamie Overton - Ollie Pope (wk) - Ollie Robinson - Joe Root - Mark Wood | - Babar Azam (K) - Shadab Khan (VK) - Aamer Jamal - Abrar Ahmed - Asif Ali - Haider Ali - Haris Rauf - Iftikhar Ahmed - Khushdil Shah - Mohammad Haris - Mohammad Hasnain - Mohammad Nawaz - Mohammad Rizwan - Mohammad Wasim - Naseem Shah - Shahnawaz Dahani - Shan Masood - Usman Qadir | - Jos Buttler (K) - Moeen Ali (VK) - Harry Brook - Jordan Cox - Sam Curran - Liam Dawson - Ben Duckett - Richard Gleeson - Alex Hales - Tom Helm - Will Jacks - Dawid Malan - Adil Rashid - Phil Salt - Olly Stone - Reece Topley - David Willey - Chris Woakes - Luke Wood - Mark Wood |

## Tour Match
| 23. – 25. November Scorecard | Abu Dhabi | England 501-7d (79) | – | England Lions 415-9 (77) |
|                              |           | Remis               |   |                          |

## Twenty20 Internationals

### Erstes Twenty20 in Karachi
| 20. September Scorecard | Karachi | Pakistan 158-7 (20)           | – | England 160-4 (19.2) |
|                         |         | England gewinnt mit 6 Wickets |   |                      |

England gewann den Münzwurf und entschied sich als Feldmannschaft zu beginnen. Für Pakistan konnten die Eröffnungs-Batter Mohammad Rizwan und Barbar Azam eine erste Partnerschaft aufbauen. Azam schied nach 31 Runs aus, während Rizwan ein Half-Century über 68 Runs erreichte. Von den verbliebenen Battern erzielte Iftikhar Ahmed 28 Runs. Bester englischer Bowler war Luke Wood mit 3 Wickets für 24 Runs. Für England konnte sich Eröffnungs-Batter Alex Hales etablieren. An seiner Seite erzielte Dawid Malan 20 Runs und Ben Duckett 21 Runs, bevor er mit Harry Brook einen weiteren Partner fand. Hales schied dann nach einem Fifty über 53 Runs aus, bevor Brook mit 42* Runs die pakistanische Vorgabe einholte. Bester pakistanischer Bowler war Usman Qadir mit 2 Wickets für 36 Runs. Als Spieler des Spiels wurde Luke Wood ausgezeichnet.

### Zweites Twenty20 in Karachi
| 22. September Scorecard | Karachi | England 199-5 (20)              | – | Pakistan 203-0 (19.3) |
|                         |         | Pakistan gewinnt mit 10 Wickets |   |                       |

England gewann den Münzwurf und entschied sich als Schlagmannschaft zu beginnen. Für sie konnten die Eröffnungs-Batter Phil Salt und Alex Hales eine erste Partnerschaft aufbauen. Hales schied nach 26 Runs aus, bevor sich Ben Duckett an der Seite von Salt etablierte. Salt verlor sein Wicket nach 30 Runs und kurz darauf schied auch Ducket nach 43 Runs aus. Eine weitere Partnerschaft bildeten Harry Brook und Moeen Ali. Nachdem Brook nach 31 Runs sein Wicket verlor konnte Ali mit einem Half-Century über 55* Runs das Innings ungeschlagen beenden und so die Vorgabe auf 200 Runs erhöhen. Beste pakistanische Bowler waren Haris Rauf mit 2 Wickets für 30 Runs und Shahnawaz Dahani mit 2 Wickets für 37 Runs. Für Pakistan konnten dann die Eröffnungs-Batter Mohammad Rizwan und Barbar Azam die Vorgabe ohne Verlust eines Wickets im letzten Over einholen. Azam erzielte dabei ein Century über 110 Runs aus 66 Bällen und Rizwan ein Fifty über 88 Runs. Als Spieler des Spiels wurde Babar Azam ausgezeichnet.

### Drittes Twenty20 in Karachi
| 23. September Scorecard | Karachi | England 221-3 (20)          | – | Pakistan 158-8 (20) |
|                         |         | England gewinnt mit 63 Runs |   |                     |

Pakistan gewann den Münzwurf und entschied sich als Feldmannschaft zu beginnen. Für England konnte sich Eröffnungs-Batter Will Jacks etablieren und nachdem an seiner Seite Dawid Malan 14 Runs erzielte fand er mit Ben Duckett einen weiteren Partner. Jacks schied dann nach 40 Runs aus und wurde gefolgt durch Harry Brook der zusammen mit Duckett das Innings ungeschlagen beendete. Brook erzielte dabei 81* Runs und Ducket 70* Runs. Bester pakistanischer Bowler war Usman Qadir mit 2 Wickets für 48 Runs. Pakistan verlor zunächst 3 frühe Wickets, bevor sich Shan Masood etablierte. Dieser fand dann mit Khushdil Shah einen Partner, der nach 29 Runs sein Wicket verlor. Sein Nachfolger, Mohammad Nawaz, erreichte bis zu seinem Ausscheiden 19 Runs, während Masood das Innings ungeschlagen mit einem Fifty über 65* Runs beendete, was jedoch nicht zum Sieg reichte. Bester englischer Bowler war Mark Wood mit 3 Wickets für 24 Runs. Als Spieler des Spiels wurde Harry Brook ausgezeichnet.

### Viertes Twenty20 in Karachi
| 25. September Scorecard | Karachi | Pakistan 166-4 (20)         | – | England 163 (19.2) |
|                         |         | Pakistan gewinnt mit 3 Runs |   |                    |

England gewann den Münzwurf und entschied sich als Feldmannschaft zu beginnen. Für Pakistan bildeten die Eröffnungs-Batter Mohammad Rizwan und Babar Azam eine Partnerschaft über 97 Runs. Azam schied nach 36 Runs aus und wurde durch Shan Masood ersetzt, der 21 Runs erreichte. Rizwan fand dann mit Asif Ali einen weiteren Partner, bevor er selbst nach einem Half-Century über 88 Runs ausschied. Ali beendete das Innings ungeschlagen mit 13* Runs. Bester englischer Bowler war Reece Topley mit 2 Wickets für 37 Runs. England verlor früh drei Wickets, bevor sich Ben Duckett etablierte und mit Harry Brook einen Partner fand. Duckett schied nach 33 Runs aus und wurde durch Moeen Ali ersetzt, der 29 Runs erreichte. Kurz darauf schied auch Brook aus und wurde durch Liam Dawson ersetzt. Dieser erzielte 4 Runs, was jedoch nicht ausreichte, um die pakistanische Vorgabe einzuholen. Beste pakistanische Bowler waren Haris Rauf mit 3 Wickets für 32 Runs und Mohammad Nawaz mit 3 Wickets für 35 Runs. Als Spieler des Spiels wurde Haris Rauf ausgezeichnet.

### Fünftes Twenty20 in Lahore
| 28. September Scorecard | Lahore | Pakistan 145 (19)           | – | England 139-7 (20) |
|                         |        | Pakistan gewinnt mit 6 Runs |   |                    |

England gewann den Münzwurf und entschied sich als Feldmannschaft zu beginnen. Für Pakistan etablierte Eröffnungs-Batter Mohammad Rizwan und fand mit Iftikhar Ahmed einen Partner, der 15 Runs erzielte. An seiner Seite konnte noch Aamer Jamal 10 Runs erreichen, bevor auch Rizwan nach einem Fifty über 63 Runs sein Wicket verlor. Bester englischer Bowler war Mark Wood mit 3 Wickets für 20 Runs. England verlor früh zwei Wickets, bevor sich Dawid Malan etablieren konnte. An dessen Seite erzielte Ben Duckett 10 Runs, bevor er mit Moeen Ali einen weiteren partner fand. Malan schied dann nach 36 Runs aus und wurde durch Sam Curran ersetzt, der 17 Runs erzielte. Ali beendete das Innings ungeschlagen mit einem Fifty über 51* Runs, was jedoch nicht reichte um die Vorgabe einzuholen. Bester pakistanischer Bowler war Haris Rauf mit 2 Wickets für 41 Runs. Als Spieler des Spiels wurde Mohammad Rizwan ausgezeichnet.

### Sechstes Twenty20 in Lahore
| 30. September Scorecard | Lahore | Pakistan 169-6 (20)           | – | England 170-2 (14.3) |
|                         |        | England gewinnt mit 8 Wickets |   |                      |

England gewann den Münzwurf und entschied sich als Feldmannschaft zu beginnen. Für Pakistan konnte sich Eröffnungs-Batter Babar Azam etablieren. An seiner Seite erzielten Haider Ali 18, Iftikhar Ahmed 31 und Mohammad Nawaz 12 Runs. Azam beendete das Innings ungeschlagen mit einem Half-Century über 87* Runs und legte so die Vorgabe auf 170 Runs fest. Beste englische Bowler waren Sam Curran mit 2 Wickets für 26 Runs und David Willey mit 2 Wickets für 32 Runs. Für England konnten die Eröffnungs-Batter Phil Salt und Alex Hales eine erste Partnerschaft aufbauen. Hales schied nach 27 Runs aus und der hineinkommende Dawid Malan erreichte 26 Runs. Zusammen mit Ben Duckett konnte Salt dann die Vorgabe im 15. Over einholen. Salt erzielte dabei ein Fifty über 88* Runs, Duckett hatte zu diesem Zeitpunkt 26* Runs erzielt. Bester pakistanischer Bowler war Shadab Khan mit 2 Wickets für 34 Runs. Als Spieler des Spiels wurde Phil Salt ausgezeichnet.

### Siebtes Twenty20 in Lahore
| 2. Oktober Scorecard | Lahore | England 209-3 (20)          | – | Pakistan 142-8 (20) |
|                      |        | England gewinnt mit 67 Runs |   |                     |

Pakistan gewann den Münzwurf und entschied sich als Feldmannschaft zu beginnen. Für England erzielten die Eröffnungs-Batter Phil Salt und Ales Hales eine erste Partnerschaft. Hales schied nach 18 Runs aus und Salt kurz darauf nach 20 Runs. Daraufhin etablierte sich Dawid Malan. An seiner Seite erzielte zunächst Ben Duckett 30 Runs, bevor er mit Harry Brook das Innings beenden konnte. Malan erreichte dabei ein Fifty über 78* Runs, Brook 46* Runs. Das pakistanische Wicket erzielte Mohammad Hasnain. Nachdem die pakistanischen Eröffnungs-Batter früh ihr Wicket verloren konnten Shan Masood und Iftikhar Ahmed eine erste Partnerschaft aufbauen. Ahmed schied nach 19 Runs aus und der ihm nachfolgende Khushdil Shah erreichte 27 Runs. Masood schied dann nach einem Half-Century über 56 Runs aus, was nicht reichte um die Vorgabe der englischen Mannschaft einzuholen. Bester englischer Bowler war Chris Woakes mit 3 Wickets für 26 Runs. Als Spieler des Spiels wurde Dawid Malan ausgezeichnet.

## Tests

### Erster Test in Rawalpindi
| 1. – 5. Dezember Scorecard | Rawalpindi | England 657 (101) & 264-7d (35.5) | – | Pakistan 579 (155.3) & 268 (96.3) |
|                            |            | England gewinnt mit 74 Runs       |   |                                   |

England gewann den Münzwurf und entschied sich als Schlagmannschaft zu beginnen. Als Eröffnungs-Batter begannen Zak Crawley und Ben Duckett. Duckett schied nach einem Century über 107 Runs aus 110 Bällen aus und Crawley kurz darauf ebenfalls nach einem Century über 122 Runs aus 111 Bällen. Ihnen folgte Ollie Pope, an dessen Seite zunächst Joe Root 23 Runs erzielte, bevor er mit Harry Brook einen weiteren Partner fand. Pope verlor sein Wicket nach einem Century über 108 Runs aus 104 Bällen und wurde gefolgt von Ben Stokes. Zusammen beendeten sie den Tag beim Stand von 506/4. Am zweiten Tag schied Stokes nach 41 Runs aus und an der Seite von Brook kam Will Jacks ins Spiel. Brook verlor dann nach einem Century über 153 Runs aus 116 Bällen sein Wicket und Jacks formte eine weitere Partnerschaft mit Ollie Robinson. Jacks scheid dann nach 30 Runs aus und Robinson nach 37 Runs, so dass das innings nach 657 Runs endete. Beste pakistanische Bowler waren Zahid Mahmood mit 4 Wickets für 235 Runs und Naseem Shah mit 3 Wickets für 140 Runs. Für Pakistan bildeten dann die Eröffnungs-Batter Abdullah Shafique und Imam-ul-Haq eine Partnerschaft und beendeten den tag ohne Verlust eines Wickets beim Stand von 181/0. Am dritten Tag verlor Shafique nach einem Century über 114 Runs aus 203 Bällen sein Wicket und wurde durch Azhar Ali ersetzt. Imam-ul-Haq schied nach einem Century über 121 Runs aus 207 Bällen aus und für ihn kam Babar Azam ins Spiel. Nachdem Ali nach 27 Runs ausschied Saud Shakeel nach 37 Runs, folgte ihnen Mohammad Rizwan. Babar Azam erzielte bis zu seinem Ausscheiden 136 Runs aus 168 Bällen und wurde gefolgt von Salman Ali Agha. Nachdem Rizwan nach 29 Runs ausschied und Naseem Shah nach 15 Runs, kam Zahid Mahmood ins Spiel und der Tag endete beim Stand von 499/7. Am vierten Tag schied Shah dann nach 15 und Mahmood nach 17 Runs aus und das Inning endete mit einem Rückstand von 68 Runs. Bester englischer Bowler war bei seinem Debüt Will Jacks mit 6 Wickets für 161 Runs. Für England bildeten Eröffnungs-Batter Zak Crawley und der dritte Schlagmann Ollie Pope eine erste Partnerschaft. Pope verlor nach 15 Runs sein Wicket und wurde gefolgt von Joe Root. Crawley schied nach 50 Runs aus und an der Seite von Root kam Harry Brook ins Spiel. Nachdem Root nach einem Fifty über 73 Runs ausschied erzielte Will Jacks noch 24 Runs, bevor auch Brook sein Wicket nach 87 Runs verlor und England das Innings mit einer Vorgabe von 343 Runs deklarierte. Drei pakistanische Bowler erzielten jeweils zwei Wickets: Mohammad Ali (2/64), Naseem Shah (2/66) und Zahid Mahmood (2/84). Für Pakistan etablierte sich Eröffnungs-Batter Imam-ul-Haq und der als dritte Schlagmann hineinkommende Azhar Ali musste verletzt aus dem Spiel ausscheiden. Daraufhin folgte Saud Shakeel und zusammen mit Imam-ul-Haq beendete er den Tag beim Stand von 80/2. Am fünften Tag schied Imam-ul-Haq nach 48 Runs aus und wurde gefolgt von Mohammad Rizwan. Nachdem Rizwan nach 46 Runs sein Wicket verlor kam Azhar Ali wieder ins Spiel und Saud Shakeel schied nach 76 Runs aus. An der Seite von Ali erreichte Salman Ali Agha dann 30 Runs, bevor auch Ali sein Wicket nach 40 Runs verlor. Den verbliebenen Battern gelang es dann nicht mehr das Remis zu retten und so gelang England der erst dritte Sieg bei einem Test in Pakistan. Beste englische Bowler waren James Anderson mit 4 Wickets für 36 Runs und Ollie Robinson mit 4 Wickets für 36 Runs, der auch als Spieler des Spiels ausgezeichnet wurde.

### Zweiter Test in Multan
| 9. – 12. Dezember Scorecard | Multan | England 281 (51.4) & 275 (64.5) | – | Pakistan 202 (62.5) & 328 (102.1) |
|                             |        | England gewinnt mit 26 Runs     |   |                                   |

England gewann den Münzwurf und entschied sich als Schlagmannschaft zu beginnen. Sie begannen mit den Eröffnungs-Battern Zak Crawley und Ben Duckett. Crawley schied nach 19 Runs aus und wurde durch Ollie Pope ersetzt. Die Partnerschaft hielt über 79 Runs an, bevor Duckett nach einem Fifty über 63 Runs sein Wicket verlor. Auch Pope schied nach einem Half-Century über 60 Runs aus. Daraufhin bildeten Ben Stokes und Will Jacks eine Partnerschaft. Stokes verlor sein Wicket nach 30 Runs und Jacks kurz darauf nach 31. Von den verbliebenen Battern konnte Mark Wood noch 36* Runs erzielen, bis das letzte Wicket des Innings fiel. Beste Bowler für Pakistan war Debütant Abrar Ahmed mit 7 Wickets für 63 Runs und Zahid Mahmood mit 3 Wickets für 63 Runs. Pakistan begann mit Eröffnungs-Batter Abdullah Shafique und dem dritten Schlagmann Babar Azam. Shafique schied nach 14 Runs aus und wurde gefolgt durch Saud Shakeel, bevor der Tag beim Stand von 107/2 endete. Am zweiten Tag verlor Azam nach einem Fifty über 75 Runs sein Wicket und Shakeel nach 63 Runs. Von den verbliebenen Battern konnten nur noch Mohammad Rizwan mit 10 Runs und Faheem Ashraf mit 22 Runs eine zweistellige Run-Zahl beitragen und sorgten so, dass der Rückstand nach dem ersten Innings 79 Runs betrug. Bester englischer Bowler war Jack Leach mit 4 Wickets für 98 Runs. Für England etablierte sich im zweiten Innings Eröffnungs-Batter Ben Duckett und an seiner Seite erzielte Joe Root 21 Runs. Diesem folgte Harry Brook und nach einer Partnerschaft über 68 Runs schied Duckett nach einem Fifty über 79 Runs aus. Brook formte eine weitere Partnerschaft mit Ben Stokes und der Tag endete beim Stand von 202/5. Am dritten tag verlor Stokes sein Wicket nach 41 Runs. Daraufhin schied auch Brook nach einem Century über 108 Runs aus 149 Bällen aus. Beste pakistanische Bowler waren Abrar Ahmed mit 4 Wickets für 120 Runs und Zahid Mahmood mit 3 Wickets für 52 Runs. Pakistan begann mit den Eröffnungs-Battern Abdullah Shafique und Mohammad Rizwan. Rizwan schied nach 30 Runs aus und an der Seite von Shafique folgte Saud Shakeel. Nachdem Shafique nach 45 Runs sein Wicket verlor, folgte ihm Imam-ul-Haq, der ein Fifty über 60 Runs beendete. Kurz darauf endete der Tag beim Stand von 198/4. Am vierten Tag formte Shakeel eine Partnerschaft mit Mohammad Nawaz der nach 45 Runs ausschied. Kurz darauf verlor auch Shakeel nach einem Half-Century über94 Runs aus. Ihnen folgte eine Partnerschaft zwischen Salman Ali Agha und Abrar Ahmed. Ahmed verlor nach 17 Runs sein Wicket, während Agha bis zum Fall des letzten Wickets noch 20* Runs erreichen konnte. Jedoch war dies zu wenig um die Vorgabe einzuholen. Bester englischer Bowler war Mark Wood mit 4 Wickets für 63 Runs. Als Spieler des Spiels wurde Harry Brook ausgezeichnet.

### Dritter Test in Karachi
| 17. – 20. Dezember Scorecard | Karachi | Pakistan 304 (79) & 216 (74.5) | – | England 354 (81.4) & 170-2 (28.1) |
|                              |         | England gewinnt mit 8 Wickets  |   |                                   |

Pakistan gewann den Münzwurf und entschied sich als Schlagmannschaft zu beginnen. Für sie bildeten Eröffnungs-Batter Shan Masood und der dritte Schlagmann Azhar Ali eine Partnerschaft. Masood schied nach 30 Runs aus und wurde durch Babar Azam ersetzt. Ali verlor sein Wicket nach 45 Runs und an der Seite von Azam erreichte Saud Shakeel 23 und Mohammad Rizwan 19 Runs. Nachdem Salman Ali Agha ins Spiel kam verlor auch Azam sein Wicket nach einem Half-Century über 78 Runs sein Wicket. An der Seite von Agha erreichte Nauman Ali 20 Runs und nachdem Agha nach 56 Runs ausschied endete kurz darauf das Innings. Bester englischer Bowler war Jack Leach mit 4 Wickets für 140 Runs. Nach dem Verlust eines frühen Wickets endete der Tag beim Stand von 7/1. Am zweiten Tag bildeten der Eröffnungs-Batter Ben Duckett und der dritte Schlagmann Ollie Pope eine Partnerschaft. Nachdem Duckett nach 26 Runs ausschied folgte ihm Harry Brook. Pope verlor nach einem Fifty über 51 Runs sein Wicket und an der Seite von Brook erreichte Ben Stokes 26 Runs. Daraufhin erzielte Brook zusammen mit Ben Foakes eine Partnerschaft über 117 Runs, bevor Brook sein Wicket nach einem Century über 111 Runs aus 150 Bällen verlor. An der Seite von Foakes erreichte Mark Wood 35 Runs, bevor auch Foakes nach einem Fifty über 64 Runs ausschied. Ollie Robinson verlor dann nach 29 Runs das letzte Wicket des Innings und England hatte einen Vorsprung von 50 Runs. Beste pakistanische Bowler waren Nauman Alu mit 4 Wickets für 126 Runs und Abrar Ahmed mit 4 Wickets für 150 Runs. Für Pakistan beendeten die Eröffnungs-Batter Abdullah Shafique und Shan Massod den tag beim Stand von 21/0. Am dritten Tag schied Masood nach 24 und Shafique nach 26 Runs aus. Ihnen folgte eine Partnerschaft zwischen Babar Azam und Saud Shakeel. Azam verlor nach einem Fifty über 54 Runs sein Wicket und Shakeel erzielte 53 Runs. Daraufhin konnte sich Salman Ali Agha etablieren und nachdem Nauman Ali 15 Runs an seiner Seite erreichte, verlor Agha das letzte Wicket nach 21 Runs. England hatte damit eine Vorgabe von 167 Runs für ihr abschließendes Innings. Beste englische Bowler waren Rehan Ahmed mit 5 Wickets für 48 Runs und Jack Leach mit 3 Wickets für 72 Runs. Für England begannen Zak Crawley und Ben Duckett. Crawley schied nach 41 Runs aus und der hineinkommende Rehan Ahmed erzielte 10 Runs. Ihm folgte ben Stokes und der Tag endete beim Stand von 112/2. Am vierten Tag konnten Durckett und Stokes dann die Vorgabe einholen. Duckett erreichte dabei ein Fifty über 82* Runs und Stokes 35* Runs. Bester pakistanischer Bowler war Abrar Ahmed mit 2 Wickets für 78 Runs. Als Spieler des Spiels wurde Harry Brook ausgezeichnet.

## Auszeichnungen

### Player of the Series
Als Player of the Series wurden der folgende Spieler ausgezeichnet.
| Serie   | Player of the Series |
| ------- | -------------------- |
| Test    | Harry Brook          |
| Tweny20 | Harry Brook          |

### Player of the Match
Als Player of the Match wurden die folgenden Spieler ausgezeichnet.
| Spiel       | Player of the Match |
| ----------- | ------------------- |
| 1. Test     | Ollie Robinson      |
| 2. Test     | Harry Brook         |
| 3. Test     | Harry Brook         |
| 1. Twenty20 | Luke Wood           |
| 2. Twenty20 | Babar Azam          |
| 3. Twenty20 | Harry Brook         |
| 4. Twenty20 | Haris Rauf          |
| 5. Twenty20 | Mohammad Rizwan     |
| 6. Twenty20 | Phil Salt           |
| 7. Twenty20 | Dawid Malan         |